# Дегтяр Андрій Олегович
Дегтяр Андрій Олегович (нар. 5 лютого 1957, Москва) — український науковець у галузі державного управління, викладач. Кандидат економічних наук (1986), доктор наук з державного управління (2005), відмінник освіти України (2005), професор (2006). Заслужений діяч науки і техніки України (2017).

## Біографія
Дегтяр Андрій Олегович народився 5 лютого 1957 року в Москві. Навчався у Пензенському політехнічному інституті за спеціальністю «Автоматизовані системи управління». Здобув кваліфікацію «інженер-системотехнік» у 1979 році. Після закінчення інституту працював інженером.
У 1981—1988 роках — аспірант та молодший науковий співробітник Харківського інженерно-економічного інституту. У 1986 році захистив кандидатську дисертацію «Стимули розробки та виконання високих планових завдань».
Упродовж 1990—1999 років обіймав посади старшого викладача та доцента у Харківському політехнічному університеті. У1994 році присвоєно вчене звання доцента кафедри економіки та організації хімічної та електробудівної промисловості.
Протягом 1999—2013 років працював у Національній академії державного управління при Президентові України на посаді доцента кафедри економіки та фінансів (1999—2001). Навчався в докторантурі у 2001—2004 роках. Обіймав посаду завідувача кафедри економічної теорії та фінансів упродовж 2004—2013 років. Докторську дисертацію «Організаційно-аналітичне забезпечення прийняття та реалізації державно-управлінських рішень» захистив у 2005 році за спеціальністю 25.00.02 — механізми державного управління. У 2006 році отримав вчене звання професор.
Сфера наукових інтересів: державне регулювання соціально-економічного розвитку України та її регіонів, державне управління у соціально-культурній сфері, державно-управлінські рішення, статистичні методи в державному управлінні.
З 2005 року за сумісництвом, а з 2013 року на постійній основі очолював кафедру менеджменту й адміністрування Харківської державної академії культури.
Науковець входить до складу спеціалізованої вченої ради Д 64.051.34 із захисту докторських дисертацій з державного управління у Харківському національному університеті імені В. Н. Каразіна.
Член редакційної колегії наукового видання «Лідер, Еліта, Суспільство», міжнародного журналу «Інтернаука», наукового видання «Державне будівництво».
Обіймає посаду професора кафедри економіки та публічного управління Національного аерокосмічного університету ім. М. Є. Жуковського «Харківський авіаційний інститут». Викладає навчальні дисципліни: «Теоретико-прикладні проблеми державного управління», «Публічне управління в країнах ЄС», «Децентралізація та розвиток місцевого самоврядування», «Методи прийняття управлінських рішень в публічному управлінні та адмініструванні», «Державні послуги», «Публічна служба»; «Державна влада та громадянське суспільство», «Публічна політика у сфері соціально-гуманітарного розвитку».
Входить до складу ГО Всеукраїнської асамблеї докторів наук з державного управління.

## Основні праці
- Дєгтяр А. О. Корпоративне управління: навч. посіб. / А. О. Дєгтяр, В. М. Бурдун, Г. І. Груба ; Нац. акад. держ. упр. при Президентові України, Харків. регіон. ін-т держ. упр., Каф. екон. теорії і фінансів. — Харків: Вид-во ХарРі НАДУ «Магістр», 2006. — 279 с.

- Амосов О. Ю. Податкова політика та податкова система: навч. посіб. / О. Ю. Амосов, А. О. Дєгтяр, Т. В. Меркулова ; Нац. акад. держ. упр. при Президентові України, Харків. регіон. ін-т держ. упр. — Харків: ХарРІ НАДУ «Магістр», 2010. — 140 с.
- Дєгтяр А. О. Управлінські рішення в органах державної влади: монографія / А. О. Дєгтяр, В. Ю. Степанов, С. В. Тарабан ; за заг. ред. А. О. Дєгтяра. — Харків: С. А. М., 2010. — 275 с.

- Державне регулювання інноваційної інфраструктури на регіональному рівні: монографія / Нац. акад. держ. упр. при Президентові України, Харків. регіон. ін-т держ. упр. ; за заг. ред. А. О. Дєгтяра. — Харків: Магістр, 2011. — 191 с.
- Дєгтяр А. О. Статистика: навч. посіб. / А. О Дєгтяр, В. Ю. Бабаєв, Ю. О. Ульянченко та ін. ; Нац. акад. держ. упр. при Президентові України, Харків. регіон. ін-т держ. упр. — Харків: ХарРІ НАДУ «Магістр», 2012. — 299 с.
- Дєгтяр А. О. Взаємодія органів державної влади з громадськістю: теорія та практика державного управління: монографія / А. О. Дєгтяр, А. В. Халецький, С. В. Бєлай. — Донецьк: [Донбас: РА Ваш імідж], 2012. — 438 с.
- Дєгтяр А. О. Державна інвестиційна політика: проблеми та перспективи розвитку: монографія / А. О. Дєгтяр, В. Ю. Степанов, О. О. Губарев ; за заг. ред. А. О. Дєгтяра. — Харків: С. А. М., 2013. — 275 с.
- Дєгтяр А. О. Державні фінанси і бюджетний процес: навч. посіб. / А. О. Дєгтяр, М. В. Гончаренко ; Нац. акад. держ. упр. при Президентові України, Харків. регіон. ін-т держ. упр. — Харків: С. А. М., 2013. — 290 с.

- Дєгтяр А. О. Державне управління в економічній сфері: навч. посіб. / А. О. Дєгтяр, М. В. Гончаренко, М. М. Коваленко, С. В. Майстро ; за заг. ред. А. О. Дєгтяра ; Нац. агентство України з питань держ. служби, Нац. акад. держ. упр. при Президентові України, Харків. регіон. ін-т держ. упр. — Харків: Магістр, 2014. — 244 с.
- Дєгтяр А. О. Прийняття державно-управлінських рішень у соціальній сфері: монографія / А. О. Дєгтяр, О. А. Дєгтяр. — Харків: С. А. М., 2014. — 250 с.
- Державне та регіональне управління в соціальній сфері: монографія / [авт. кол.: А. О. Дєгтяр, В. Ю. Степанов, О. А. Дєгтяр та ін.] ; за заг. ред. А. О. Дєгтяра. — Харків: С. А. М., 2015. — 551 с.
- Дєгтяр А. О. Статистичні методи в державному управлінні: навч. посіб. / А. О. Дєгтяр, М. В. Гончаренко ; Нац. акад. держ. упр. при Президентові України, Харків. регіон. ін-т держ. упр. — 3-тє вид., випр. і допов. — Харків: Магістр, 2015. — 175 с.
- Дєгтяр А. О. Статистика: навч. посіб. для студентів вищ. навч. закл. / А. О. Дєгтяр, Н. В. Лисенкова ; М-во культури України, Харків. держ. акад. культури, Каф. менедженту і адміністрування. — Харків: ХДАК, 2016.
- Державне регулювання фінансових ринків: [монографія] / А. О. Дєгтяр, О. А. Дєгтяр, О. О. Калюга та ін. — Харків: Водний спектр Джі-Ем-Пі, 2017. — 291 с.
- Дєгтяр А. О. Теорія економічного аналізу: навч. посіб. для студентів вищ. навч. закл. / А. О. Дєгтяр, Н. В. Лисенкова ; М-во культури України, Харків. держ. акад. культури, Каф. менеджменту і адміністрування. — Харків: ХДАК, 2017. — 131 с.
- Дєгтяр А. О. Управління проектами: навч. посіб. для студентів вищ. навч. закл. / А. О. Дєгтяр, В. І. Сотніков ; М-во культури України, Харків. держ. акад. культури, Каф. менеджменту і адміністрування. — Харків: ХДАК, 2017. — 172 с.
- Дєгтяр А. О. Управління трудовими ресурсами: навч. посіб. / А. О. Дєгтяр, М. П. Бублій, Г. В. Пшинка ; Харків. держ. акад. культури, Ф-т упр. та бізнесу, Каф. менеджменту і адміністрування. — Харків: ХДАК, 2017. — 242 с.
- Маркетинговий менеджмент: навч. посіб. для студ. вищ. навч. закл. / уклад.: А. О. Дєгтяр, З. М. Остропольська, Г. В. Пшинка ; М-во культури України, Харків. держ. акад. культури, Каф. менеджменту і адмін. — Харків: ХДАК, 2019. — 119 с.
- Дєгтяр А. О., Церковний А. О., Пшинка Г. В. Механізми державного управління сферою культури в Україні: монографія / А. О. Дєгтяр, А. О. Церковний, Г. В. Пшинка / Національний аерокосмічний університет імені М. Є. Жуковського «Харківський авіаційний інститут», Харківська державна академія культури. — Харків, 2023. ― 80 с.